# Antje-Marie Steen
Antje-Marie Steen (gebürtig Antje-Marie Kolberg; * 11. März 1937 in Berkenbrück; † 17. Dezember 2024) war eine deutsche Politikerin (SPD).

## Leben
Antje-Marie Steen wurde in Brandenburg geboren. Sie besuchte die Realschule in Grömitz (Schleswig-Holstein) und absolvierte eine Ausbildung als Apothekenhelferin. 1970 trat sie der SPD bei. Bis 1991 war sie als Apothekenhelferin tätig, von 1983 bis 1990 war sie Drogistin bei der coop Schleswig-Holstein. Sie war ab 1970 in der Kommunalpolitik als Gemeindevertreterin tätig und von 1982 bis 1990 Kreistagsabgeordnete im Kreis Ostholstein.
1990 wurde sie in den Deutschen Bundestag gewählt und 1994 wiedergewählt. Das Direktmandat im Bundestagswahlkreis Ostholstein hatte sie von 1998 bis 2002 inne. In der SPD-Fraktion war sie „Beauftragte für die Belange der Menschen mit Behinderungen“. Ihre Nachfolge im Wahlkreis Ostholstein trat 2002 Bettina Hagedorn (SPD) an.
Antje-Marie Steen war unter anderem Mitglied der Gewerkschaft Handel, Banken und Versicherungen (seit 2001 ver.di), der Arbeiterwohlfahrt und des Sozialverbands Deutschland. Ehrenämter übernahm sie außerdem etwa in der Deutschen Gesellschaft für Ernährung, im Beirat der Bundesarbeitsgemeinschaft des Clubs der Behinderten und ihrer Freunde und war bis 1996 Bundesvorstandsmitglied der Arbeitsgemeinschaft sozialdemokratischer Frauen.
Antje-Marie Steen war verheiratet und hatte drei Kinder.